# Schlacht von Tewkesbury
St Albans – Blore Heath – Ludlow – Northampton – Wakefield – Mortimer’s Cross – St Albans – Ferrybridge – Towton – Hedgeley Moor – Hexham – Edgecote Moor – Losecote Field – Barnet – Tewkesbury – Bosworth Field – Stoke
Die Schlacht von Tewkesbury in der englischen Grafschaft Gloucestershire, die am 4. Mai 1471 stattfand, stand am Ende einer Phase des Rosenkrieges und beendete zeitweilig die Hoffnungen des Hauses Lancaster, den Thron von England wiederzuerlangen. Die nur scheinbar ruhige Phase eines 12-jährigen Friedens unter der Herrschaft Eduard IV. aus dem Haus York folgte.
Zum Zeitpunkt der Schlacht war der geistig labile König Heinrich VI. aus dem Hause Lancaster gerade zum zweiten Mal von seinem Rivalen, Eduard IV. aus dem Hause York, entthront und im Tower of London gefangen gesetzt worden. Die wechselnde Besetzung des englischen Throns kam durch die Einmischung von Richard Neville, 16. Earl of Warwick, dem „Königsmacher“, zustande, der erst Edward (Edward IV.), dann Heinrich unterstützte. Warwick war nun tot; er war drei Wochen zuvor in der Schlacht von Barnet getötet worden, und die verbliebenen Streitkräfte des Hauses Lancaster wurden durch Heinrichs Gemahlin, Margarete von Anjou, und ihren siebzehnjährigen Sohn, Edward of Westminster, Prince of Wales, geführt. Margaret erfuhr bei ihrer Rückkehr nach England die schockierende Nachricht von Warwicks endgültiger Niederlage. Wäre sie in der Lage gewesen, mit ihrem Verbündeten Jasper Tudor, 1. Earl of Pembroke, zusammenzutreffen, hätte sie vielleicht eine Chance gegen die Streitkräfte des Hauses York von König Eduard gehabt. Sie konnte nur hoffen, den Fluss Severn bei Gloucester zu überqueren. Dies gelang ihr nicht, da ihr der Übergang durch den Gouverneur der Stadt und der Burg von Gloucester, Sir Richard Beauchamp, einen Anhänger des Hauses York, verwehrt wurde.
Margarete hing stark von Edmund Beaufort, 3. Duke of Somerset, ihrem verbliebenen erfahrenen Heerführer, ab, aber seine militärischen Fähigkeiten entsprachen nicht denen des Königs. Das Haus York verfügte über die überlegene Artillerie, und eine Fehleinschätzung der militärischen Lage durch Somerset erlaubte es dem jüngeren Bruder des Königs, Richard, Duke of Gloucester, die Flanke der Streitkräfte des Hauses Lancaster zu attackieren, worauf diese den panischen Rückzug antraten und Somerset angeblich einen seiner eigenen Heerführer, John Wenlock, 1. Baron Wenlock, als Bestrafung für dessen fatale Untätigkeit tötete. Es wird allerdings auch behauptet, dass es Beweise gebe, Wenlock habe den Tag überlebt und fliehen können. Vor Warwicks letzter Rebellion war Wenlock ein langjähriger Hauptmann des Hauses York gewesen.
In einem auch als Bloody Meadow („Blutwiese“) bekannt gewordenen Feld wurde wahrscheinlich die Hälfte von Somersets Streitkräften abgeschlachtet. Einige flohen zur nahe gelegenen Tewkesbury Abbey, wohin sie ihre Feinde verfolgt haben sollen. Einer der Gefallenen war Edward of Westminster, Prince of Wales, wobei unsicher ist, ob er während oder nach der Schlacht getötet wurde. Einer Legende nach soll der jüngere Bruder König Edwards IV, George Plantagenet, 1. Duke of Clarence, Prinz Edward getötet haben. Er blieb der einzige Prince of Wales, der in einer Schlacht starb. All seine Heerführer, einschließlich Somerset, wurden anschließend hingerichtet. Damit blieben Königin Margarete und ihre Schwiegertochter, Anne Neville, die bedeutendsten Gefangenen des Königs. König Heinrich VI., der bereits Gefangener im Tower of London war, wurde dort ein paar Tage später ermordet.
Eine der Türen von Tewkesbury Abbey ist heute noch mit 68 Metallplatten bedeckt, die von in der Schlacht getragenen Brigantine-Rüstungen stammen sollen.